# Karl Kösting
Anton Wilhelm Heinrich Karl Kösting (* 3. Februar 1842 in Wiesbaden; † 17. Dezember 1907 in Dresden) war ein deutscher Schriftsteller.

## Leben und Wirken
Er war der Sohn des Hofdieners Karl Kösting und dessen Ehefrau Margaretha Kösting geborene Buths.
Nach der Schule entschied er sich für eine kaufmännische Ausbildung. In dieser Zeit wurde er zum Günstling von Vischer und Mörike und nahm ein Studium in München auf. Danach lebte er als selbstständiger Dramatiker und Erzähler in verschiedenen deutschen Städten.
Er starb 1907 im Stadtkrankenhaus Dresden-Friedrichstadt im Alter von 65 Jahren. Da er zu diesem Zeitpunkt fast in Vergessenheit geraten war, bestimmte er testamentarisch die Neuausgabe seiner Werke, die Friedrich Kummer besorgte.

## Werke (Auswahl)
- Columbus. 1863.
- Zwei Könige.1863.
- Shakespeare, ein Winternachtstraum. Dramatisches Gedicht. 1864.
- Der Weg nach Eden. Epische Dichtung. 1884.
- Die Tragödien des neuen Weltalters. Ein Lebenslied und seine Geschichte. 1906.
- Ausgewählte Werke, hrsg. von Friedrich Kummer, Bd. 1–3, Karl Reißner, Dresden und Leipzig 1909.